# Бердж, Дайан
Дайан Бердж (англ. Dianne Marie Burge, урождённая Bowering; 9 октября 1943, Аделаида — 11 июня 2024) — австралийская легкоатлетка.
На Олимпийских играх в Токио в 1964 году она преодолела 100 метров в четвертьфинале и заняла шестое место в эстафете 4х100 метров.
В 1966 году она выиграла более 100 ярдов, 220 ярдов и австралийскую эстафету 4 на 110 ярдов на Играх Британской империи и Содружества в Кингстоне.
На Олимпийских играх 1968 года в Мехико она финишировала шестой на 100 м и пятой в эстафете 4 на 100 метров. Она достигла полуфинала более 200 метров.
Она была чемпионкой Австралии трижды на дистанции свыше 100 ярдов или 100 м (1963, 1967, 1968) и дважды на дистанции 220 ярдов или 200 м (1965, 1968).
Умерла 11 июня 2024 года в возрасте 80 лет.

## Личные рекорды
- 100 м: 11,33 с, 14 октября 1968 года, Мехико (ручная остановка: 11,2 с, 4 октября 1968 года, Мехико)
- 200 м: 23,0 с, 10 марта 1968 года, Аделаида